# Conte di Ilchester
Conte di Ilchester è un titolo nobiliare inglese nella Parìa di Gran Bretagna

## Storia

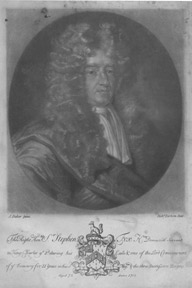
Sir Stephen Fox, antenato dei conti di Ilchester.

Il titolo venne creato nel 1756 per Stephen Fox, I barone Ilchester, che in precedenza era stato membro del parlamento per la costituente di Shaftesbury. Questi era già stato creato Barone Ilchester, di Ilchester nella Contea di Somerset nel 1741, e Barone Ilchester e Stavordale, di Redlynch, nella contea di Somerset, nel 1747. Questi titoli vennero riconosciuti nella Parìa di Gran Bretagna. La regola di concessione prevedeva che, in mancanza di eredi maschi, i titoli sarebbero passati al suo fratello minore Henry Fox, che era già stato creato Barone Holland nel 1763. I fratelli erano gli unici due figli del secondo matrimonio di Sir Stephen Fox.
Nel 1758 il primo conte assunse per licenza reale anche il cognome di Strangways, nome da nubile della nonna materna. Questi venne succeduto dal figlio primogenito, il secondo conte, che fu membro del parlamento per Midhurst. Il figlio, il III conte, fu Capitano degli Yeomen della Guardia dal 1835 al 1841 per il partito Whig sotto il governo di Lord Melbourne e fu anche Lord Luogotenente del Somerset dal 1837 al 1839, sopravvisse ad entrambi i suoi figli e venne succeduto dal fratellastro, il IV conte. Questi fu ambasciatore presso la Confederazione Germanica dal 1840 al 1849. Suo nipote, il V conte, fu Captain of the Honourable Corps of Gentlemen-at-Arms dal 1873 al 1874 nel partito Liberale durante il governo di William Ewart Gladstone egli prestò inoltre servizio come Lord Luogotenente di Dorset dal 1885 al 1905. Alla morte nel 1964 di suo nipote, il VII conte, si estinse quella linea e pertanto il conte in carica venne succeduto da un suo cugino di quarto grado, l'VIII conte. Attualmente i titoli sono ricoperti da suo nipote, il X conte, che è succeduto a suo zio nel 2006.
La sede di famiglia è posta a Melbury House, presso Evershot, Dorset.

## Conti di Ilchester (1756)
- Stephen Fox-Strangways, I conte di Ilchester (1704–1776)
- Henry Thomas Fox-Strangways, II conte di Ilchester (1747–1802)
- Henry Stephen Fox-Strangways, III conte di Ilchester (1787–1858)
- William Thomas Horner Fox-Strangways, IV conte di Ilchester (1795–1865)
- Henry Edward Fox-Strangways, V conte di Ilchester (1847–1905)
- Giles Stephen Holland Fox-Strangways, VI conte di Ilchester (1874–1959)
- (Edward) Henry Charles James Fox-Strangways, VII conte di Ilchester (1905–1964)
- Walter Angelo Fox-Strangways, VIII conte di Ilchester (1887–1970)[2]
- Maurice Vivian de Touffreville Fox-Strangways, IX conte di Ilchester (1920–2006)
- Robin Maurice Fox-Strangways, X conte di Ilchester (n. 1942)

L'erede apparente è l'unico figlio dell'attuale detentore del titolo, Simon James Fox-Strangways, lord Stavordale (n. 1972).